# Langgrab von Notre-Dame de Lorette

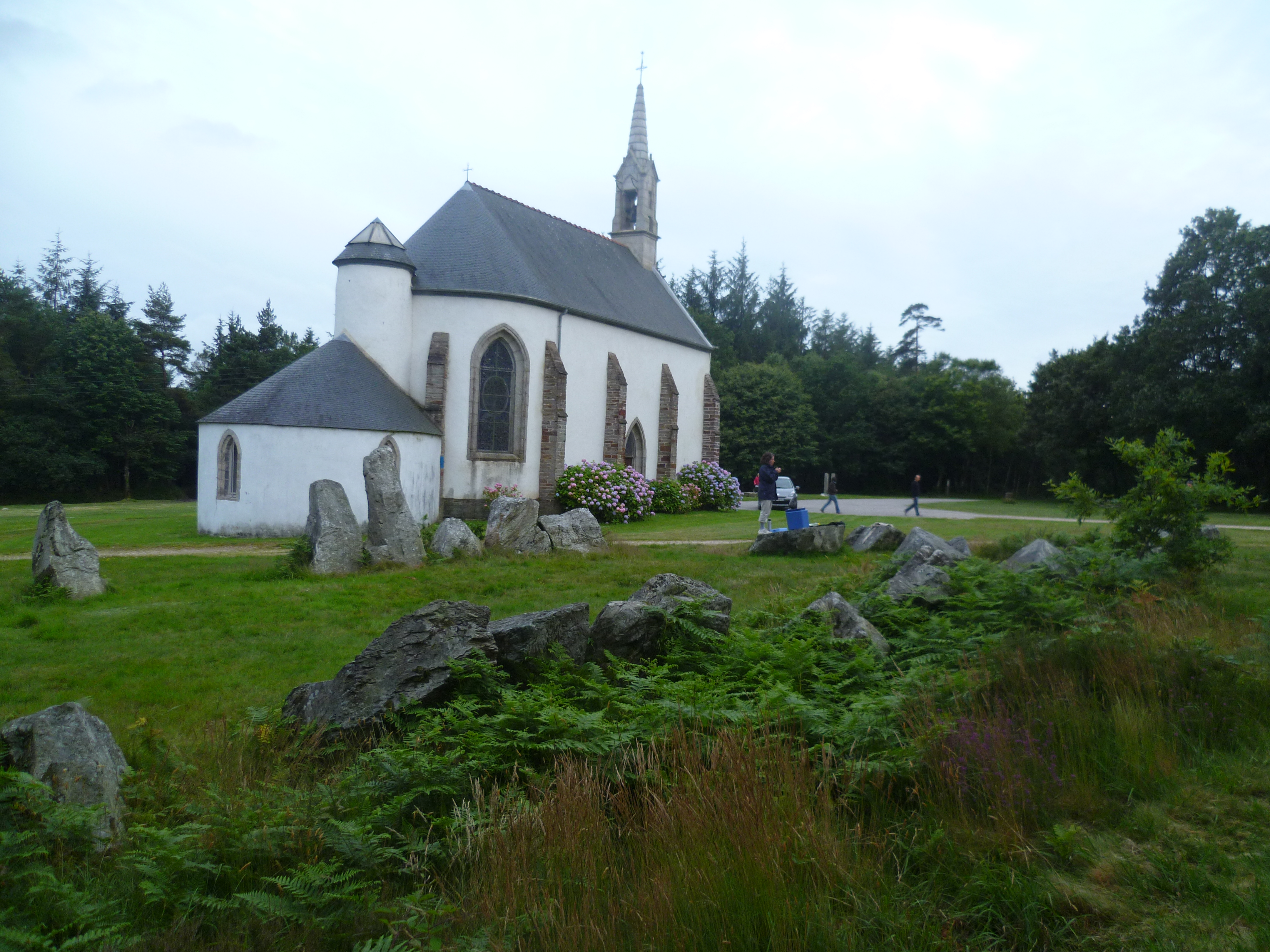
Kapelle und Steinkreis von Lorette

Das Langgrab von Notre-Dame de Lorette (französisch Tertre tumulaire) liegt auf einem Hügel neben der Chapelle de Notre Dame von Lorette westlich von Le Quillio im Département Côtes-d’Armor in der Bretagne in Frankreich.
Das 1958 ausgegrabene, rechteckige Langgrab wird in verschiedenen Quellen auch als Cromlech quadrilatére, Allée couverte, Steinreihe oder Tumulus beschrieben. Die örtliche Hinweistafel besagt, dass es sich um die Überreste eines neolithischen Langgrabes handelt.
Nördlich der Kapelle liegen zwei etwa 20,0 m lange Reihen aus zusammen 27 Steinen, etwa 7,0 m auseinander. Der größte Stein ist 1,8 m hoch. Die Reihen sind aus zwei Steinarten: die nördliche, niedrigere Reihe ist aus grauen Quarzblöcken, während die südliche höhere aus grünem Dolerit ist. Am westlichen Ende liegen einige Blöcke, die das Ganze zu einer Hufeisenform machen. Während der Ausgrabungen wurden Ähnlichkeiten mit den Tumuli de la Croix Saint-Pierre festgestellt. 
Das Denkmal ist seit 1926 als Monument historique eingestuft.